# 移剌袅
移剌袅，契丹族，移剌氏（耶律氏），金朝中期契丹起事军将领，移剌窝斡之弟。
完颜亮正隆六年（1161年）金朝朝廷在契丹地区大肆征兵，五月，其兄弟为反抗这一政策，起兵反金。十二月，拥护其兄移剌窝斡称帝，建年号天正，自任六院司大王。大定二年（1162年）六月，在袅岭西陷泉（今内蒙古巴林左旗境内）与金朝右副元帅仆散忠义交战，兵败被擒，变民军损伤五万余众（一说三十万）。大伤元气，移剌窝斡仅以数骑逃脱，九月，移剌窝斡被叛徒稍合住擒获，起事失败。